# Skämskudden
Skämskudden var ett pris till årets sämsta insatser i svensk TV, grundat av komikern Martin Soneby. Priset delades ut 2013–2016.
Galan hölls dagen innan tv-branschens gala Kristallen hålls i Stockholm. Skämskudden var inspirerat av det motsvarande amerikanska antipriset The Razzies för film, och bakom projektet stod komikern Martin Soneby, som genom detta initiativ ville "uppmuntra kreativitet och nytänkande inom tv-sfären." Priset delades ut till program och programledare som utmärkt sig som extra dåliga, eller gjort extra pinsam tv inom olika kategorier, bland annat sämsta reality, sämsta livsstilsprogram, sämsta underhållning (i studio) och sämsta live-event.
Husband för galans aktiva år var Johan Mörk och Kärleken.
Inför galan 2017 valde man att ta en time out och har sedan inte återkommit.

## Galan 2013
Under ett halvårs tid fick svenska folket skicka in nomineringar av tv-program och programledare i nio kategorier, däribland programledare, fiktion och reality. De slutgiltiga vinnarna utsågs sedan av en jury och presenterades på galan. Den första Skämskudden-galan ägde rum på Kolingsborg i Stockholm den 29 augusti 2013, dagen före Kristallen 2013. Medverkade gjorde Magnus Betnér, Soran Ismail, Martin Soneby, Fritte Fritzson, David Druid, Amanda Lindholm, Evelyn Mok, Ola Aurell, Erik Löfmarck, Marja Nyberg, Ola Söderholm, Nisse Hallberg, Josefin Johansson, Henrik Blomkvist och Petter Bristav. Ingen tv-kanal ville sända galan. Tio skämskuddar delades ut. Ingen av pristagarna var på plats och tog emot sin kudde.
Aftonbladets Karolina Fjellborg kommenterade i en krönika: "om Skämskudden, mot alla odds, lyckas överleva detta första stapplande år, och etablera sig på riktigt – då är det inte omöjligt att åtminstone någon har självdistans nog att faktiskt dyka upp och krama om sin kudde, i storsint och avväpnande Sandra Bullock-på-Razziegalan-stil."

## Galan 2014
Skämskudden 2014 hölls på Göta källare i Stockholm den 28 augusti, dagen före Kristallen 2014. Medverkade gjorde bland andra Aron Flam, Jonatan Unge, Simon Gärdenfors, Marcus Johansson, Evelyn Mok, Petter Bristav, Petrina Karlsson, Johanna Wagrell, Ola Aurell, Lisa Eriksson, Nisse Hallberg, Christina Nordhager och Adrian Boberg, samt Henrik Schyffert.
Inför galan återgav Aftonbladet ett citat från Martin Soneby: "Sköter man sitt jobb så finns ingen anledning till oro. Men levererar man dynga till folket, kommer Skämskuddens jury att reagera. De är skoningslösa."
Till skillnad från 2013 dök ett antal nominerade upp på galan. Representanter för programmen Torsk på tuben och En stark äventyrsresa med Morgan och Ola-Conny kunde ta emot sina pris, och på plats fanns också personerna bakom Sissela Kyles "Kodjo Akolor-skämt" på Guldbaggegalan 2014.

## Galan 2015
Skämskudden 2015 hölls på Tele2 Arena i Stockholm den 27 augusti, dagen före Kristallen 2015, med publik på 700. Konferencierer var Martin Soneby och Elinor Svensson, och medverkade gjorde Moa Lundqvist, Jonas Strandberg, Josefin Sonck, Simon Gärdenfors, Simon Svensson, Kim W Andersson, Johannes Finnlaugsson, Johanna Wagrell och Nisse Hallberg. 
Representanter för programmen Bastuklubben och Ex on the beach fanns på plats och tog emot sina utmärkelser på scenen.
Malou von Sivers tog storslam med tre priser.

## Galan 2016
Skämskudden 2016 sponsrades av Comedy Central Sverige och hölls i Stockholm den 8 september, dagen före Kristallen 2016. På scen fanns Josefin Johansson, Petrina Solange, Elinor Svensson, Johan Hurtig, Evelyn Mok, Jonas Strandberg, Nisse Hallberg, Josefin Sonck, Branne Pavlovic, Ahmed Berhan, Simon Gärdenfors, Johannes Finnlaugsson, Albin Olsson, Marja Nyberg, Camilla Fågelborg, Anton Magnusson, Elin Almén, Simon Svensson, Christina Nordhager, Henrik Nyblom och Sandra Ilar.
Inför galan kritiserades Skämskudden av Alex & Sigge och av Caroline Hainer i TVdags.

## Nominerade och vinnare
Priserna baseras på nomineringar från allmänheten i nio kategorier.
| Kategori: Årets sämsta...  | 2013                                                          | 2014 | 2015 | 2016 |
| Kategori: Årets sämsta...  | Vinnare                                                       | Nominerade och vinnare | Nominerade och vinnare                                                                                               | Nominerade och vinnare |
| -------------------------- | ------------------------------------------------------------- | --- | --- | --- |
| Underhållning              | Hela Sveriges fredag (Nordisk Film, Sveriges Television)      | - Torsk på tuben − Vinnare - Alla tiders hits - Radiostyrd                                                                                      | - Bastuklubben (Kanal 5) − Vinnare - Idol 2014 - Allsång på Skansen                                                  | - Lillelördag - Roliga timmen - Vårdgården - Vinnare |
| Direktsända evenemang      | Humorgalan (Meter Television, TV4)                            | - Roast & Toast: 10 år med Filip och Fredrik − Vinnare - Kristallen 2013 - SVT:s sändningar från Världsmästerskapet i fotboll 2014              | - Humorgalan (TV4) − Vinnare - Prins-bröllopet - Kristallen 2014                                                     | - Guldbaggegalan 2016 - Kristallen 2015 - Vinnare - SVT:s sändningar från Europamästerskapet i fotboll 2016                                              |
| Fiktion                    | Gustafsson 3 tr (Jarowskij, TV4)                              | - Welcome to Sweden − Vinnare - Söder om Folkungagatan - Tjockare än vatten                                                                     | | |
| Granskning                 | Uppdrag granskning om barnfattigdom (Sveriges Television)     | - Fittstim – min kamp − Vinnare - Kalla fakta – Generation Cannabis - SVT:s EU-valvaka 2014                                                     | | |
| Tävlingsprogram            |                                                               | | - Jagad av hundar (TV3) − Vinnare - Sveriges städmästare - Hela kändis-Sverige bakar (Meter för Sjuan)               | - Fångarna på fortet - Sveriges värsta kändisbilförare - Vinnare - Hela kändis-Sverige bakar (Meter för Sjuan)                                           |
| Livsstil                   | Det okända (Nordisk Film, Sjuan)                              | - Timells skärgårdskök − Vinnare - Det okända - Kärlekskoden                                                                                    | - Malou efter 10 (TV4) − Vinnare - Vardagspuls - Året med kungahuset                                                 | - Vegorätt - Gift vid första ögonkastet (Baluba för Sveriges Television) - Realitystjärnorna på godset (Nexiko för TV3) - Vinnare                        |
| Reality                    | Kändishoppet (Nordisk Film, TV3)                              | - En stark äventyrsresa med Morgan och Ola-Conny − Vinnare - Paradise Hotel - Ensam mamma söker                                                 | - En natt på slottet (TV4) − Vinnare - Under samma tak - Gift vid första ögonkastet (Baluba för Sveriges Television) | - Vegorätt - Gift vid första ögonkastet (Baluba för Sveriges Television) - Realitystjärnorna på godset (Nexiko för TV3) - Vinnare                        |
| Dokusåpa                   | Kändishoppet (Nordisk Film, TV3)                              | - En stark äventyrsresa med Morgan och Ola-Conny − Vinnare - Paradise Hotel - Ensam mamma söker                                                 | - Ex on the beach (TV11) − Vinnare - Paradise hotel - Baren 2015                                                     | - Cirkus Magaluf - Ex on the beach - Vinnare - Big Brother Maktspelet                                                                                    |
| Meltdown                   | Eric Saade (ESC, Sveriges Television)                         | - Greg Poehler attackerar Tvdags.se − Vinnare - Belinda Olsson (Fittstim – min kamp) - Sissela Kyles Kodjo Akolor-"skämt" (Guldbaggegalan 2014) | - Malou efter 10 (TV4) − Vinnare - Malou efter 10 (TV4) - Björn Kjos                                                 | - Linda Lindorffs walkout på Kristallen - Vinnare - Robban Andersson kör stand up i Realitystjärnorna på slottet - Fel vinnare ropades upp på Kristallen |
| Programledare              | Martin Timell (Sveriges roligaste klipp, Äntligen hemma, TV4) | - Henrik Fexeus, Kärlekskoden − Vinnare - Filip Hammar & Fredrik Wikingsson, Breaking News, La Bamba - Kristina Hedberg, Debatt                 | - Malou von Sivers (TV4) − Vinnare - David Hellenius (Hellenius hörna) - Paolo Roberto (Baren)                       | - David Druid & Louise Nordahl, (Roliga timmen) - Vinnare - Josephine Bornebusch, (Kristallen) - Peter Jihde, (Nyhetsmorgon)                             |
| Tv-personlighet            | Erik Saade (ESC, Sveriges Television)                         | - Anders Timell − Vinnare - Daniel Nannskog (SVT:s VM-studio) - Steffo Törnquist (Nyhetsmorgon)                                                 | - Samir Badran − Vinnare - Ebba Kleberg von Sydow - Niklas Wikegård                                                  | - Zannie Hahn - Vinnare - Leif Mannerström - Jesper Parnevik                                                                                             |
| Specialpris/Guldkudde      | Edward af Sillén                                              | - Fredrik Lundberg | - Anna-Karin Celsing, SVT                                                                                            | - Kristallen 2015 |
| Comedy Centrals hederspris |                                                               | | | - Linda Lindorff |